# Kotmány
Kotmány (1899-ig Kotman-Lehota, szlovákul: Kotmanová, korábban Dobročská Lehota) község Szlovákiában, a Besztercebányai kerületben, a Losonci járásban.

## Fekvése
Losonctól 20 km-re, északnyugatra fekszik.

## Története
A falut a 14. században alapították a divényi uradalom területén, 1393-ban említik először "Kothmanlehutaya" néven. 1469-ben "Koczyklehota" alakban szerepel. Lakói mezőgazdasággal és állattartással foglalkoztak. A 18. században a határban lévő üveghutában dolgoztak. 1828-ban 52 háza és 328 lakosa volt.
Fényes Elek 1851-ben kiadott geográfiai szótárában így ír: "Kotman-Lehota, tótul Kotmanova, tót falu, Nógrád vmegyében, egy szűk és igen mély völgyben, ős erdők közt, Szinóbánya, Málnapataka, Miklósfalva, Dobrocs helységektől környezve, ut. p. Losoncz. Határa 3102 hold, mellyből belsőség 28, szántóföld 1156, rét 380, erdő 1524, árkos tér 14 hold. Majorság csupán az erdő; irtványi szántó 1016, rét 260 hold; a többi urbériség. Az irtványi földektől és rétektől szinte a dobrocsi evangélikus templom húzta a dézsmát. Földje a völgyben agyagos, a hegyeken porhó de köves; termékei: rozs, árpa, zab, burgonya, borsó és pohánka. Erdeje bikk. Főleg a juh-, aztán szarvasmarha-tenyésztés gyakoroltatik. Lakja 633 ágostai, kik a dobrocsi anyaegyházhoz tartoznak. Patakja pisztránggal bővelkedik. A divényi uradalomhoz tartozik." Archiválva 2007. szeptember 27-i dátummal a Wayback Machine-ben
Nógrád vármegye monográfiája szerint: "Kotmány. (Azelőtt Kotman-Lehota.) A Tiszovnyik patak mellett fekvő kisközség. Házainak száma 144, lakosaié 760, a kik tótajkúak és evangélikus vallásúak. Postája és vasuti állomása Vámosfalva, távirója pedig Lónyabánya. Már a XIV. században fennállott. 1393-ban Kothmanlehutaya alakban említik az oklevelek. 1467-ben Gúthi Országh Mihály nádor birtokába kerűlt. 1548-ban Balassa Zsigmondé volt. 1562-63-ban nyolcz adóköteles házzal a török hódoltsághoz tartozott. 1598-ban ismét Balassa Zsigmond birtokában találjuk. 1660-ban részben a divényi uradalomhoz tartozott. 1715-ben öt magyar és három tót, 1720-ban hét tót háztartását írták össze. 1770-ben gróf Zichy Ferencz győri püspök, a XIX. század első felében pedig a gróf Zichy és a báró Balassa családok voltak az urai. Most is a gróf Zichy-féle senioratus birtoka. Hozzá tartoznak a következő irtványok: Hosszuföld (azelőtt Dlhidiel), Hosszubocs, Kecskehát (azelőtt Kozich bát), Köves (azelőtt Bjelaskala), Mélyföld (azelőtt Hlboko), Pusztahegy (azelőtt Pusztajelazi), Szárazrét (azelőtt Szucha-Dolinka), Tapogató (azelőtt Tyapkács), Tiszafenyves-irtvány (azelőtt Tiszovnik)."
A trianoni békeszerződésig területe Nógrád vármegye Losonci járásához tartozott.

## Népessége
| Év:            | 1994. | 2004.   | 2014.   | 2024.    |
| -------------- | ----- | ------- | ------- | -------- |
| Emberek száma: | 367   | 357     | 323     | 259      |
| Eltérés:       |       | -2,72 % | -9,52 % | -19,81 % |

| Év:            | 2023. | 2024.   |
| -------------- | ----- | ------- |
| Emberek száma: | 263   | 259     |
| Eltérés:       |       | -1,52 % |

1910-ben 707-en, túlnyomórészt szlovák anyanyelvűek lakták.
2001-ben 360 lakosából 357 szlovák volt.
2011-ben 329 lakosából 270 szlovák volt.

## Nevezetességei

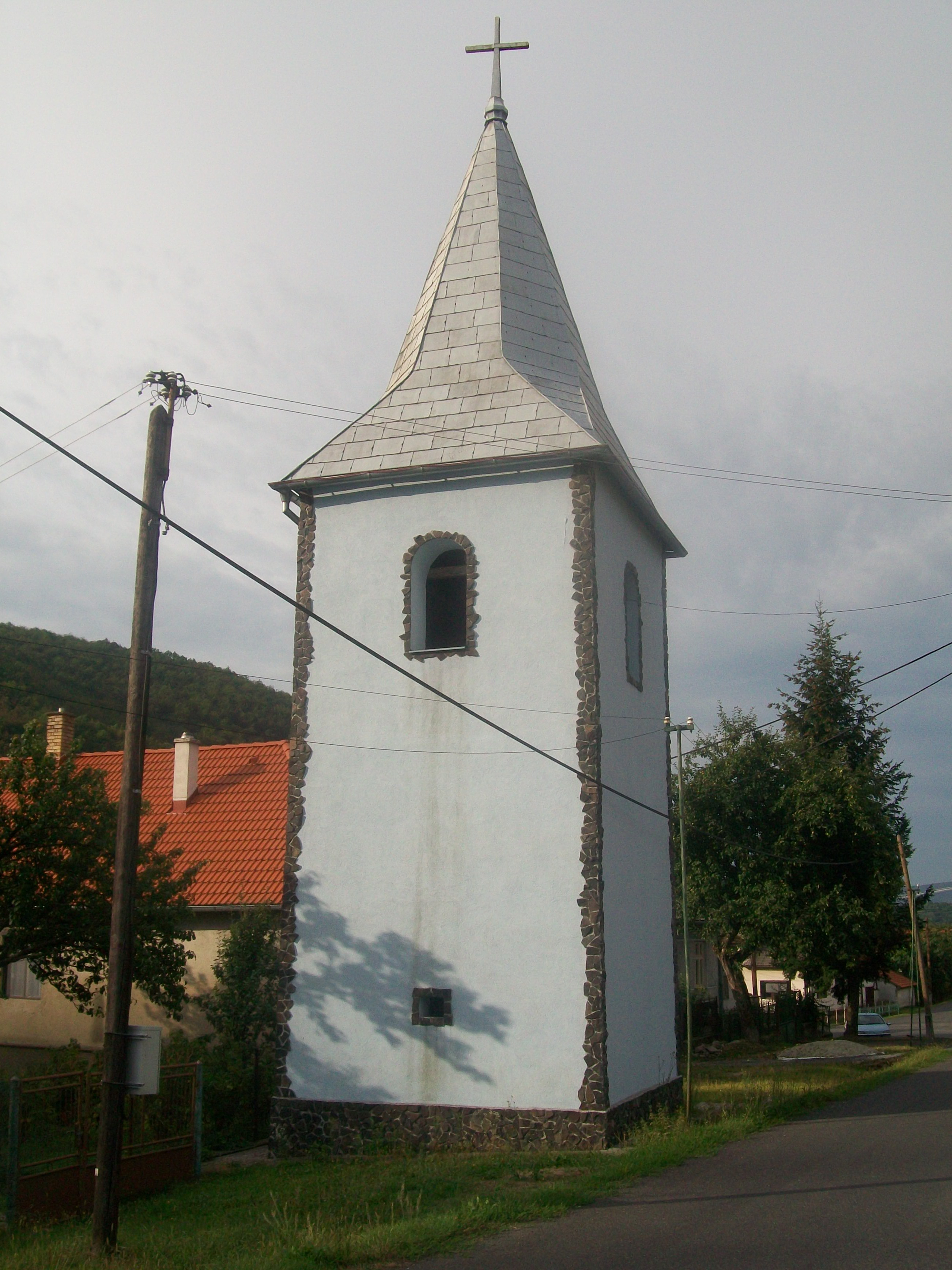
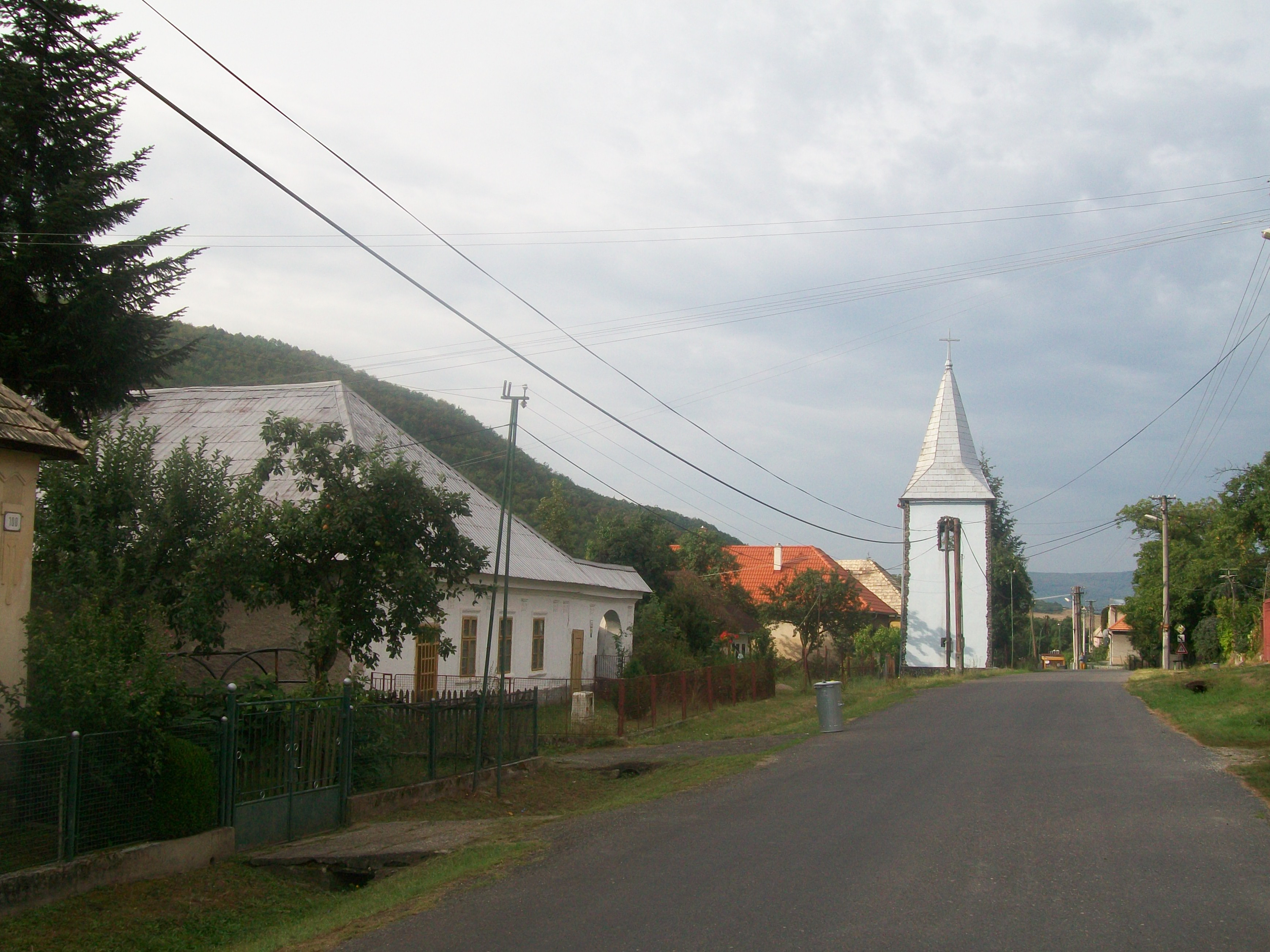
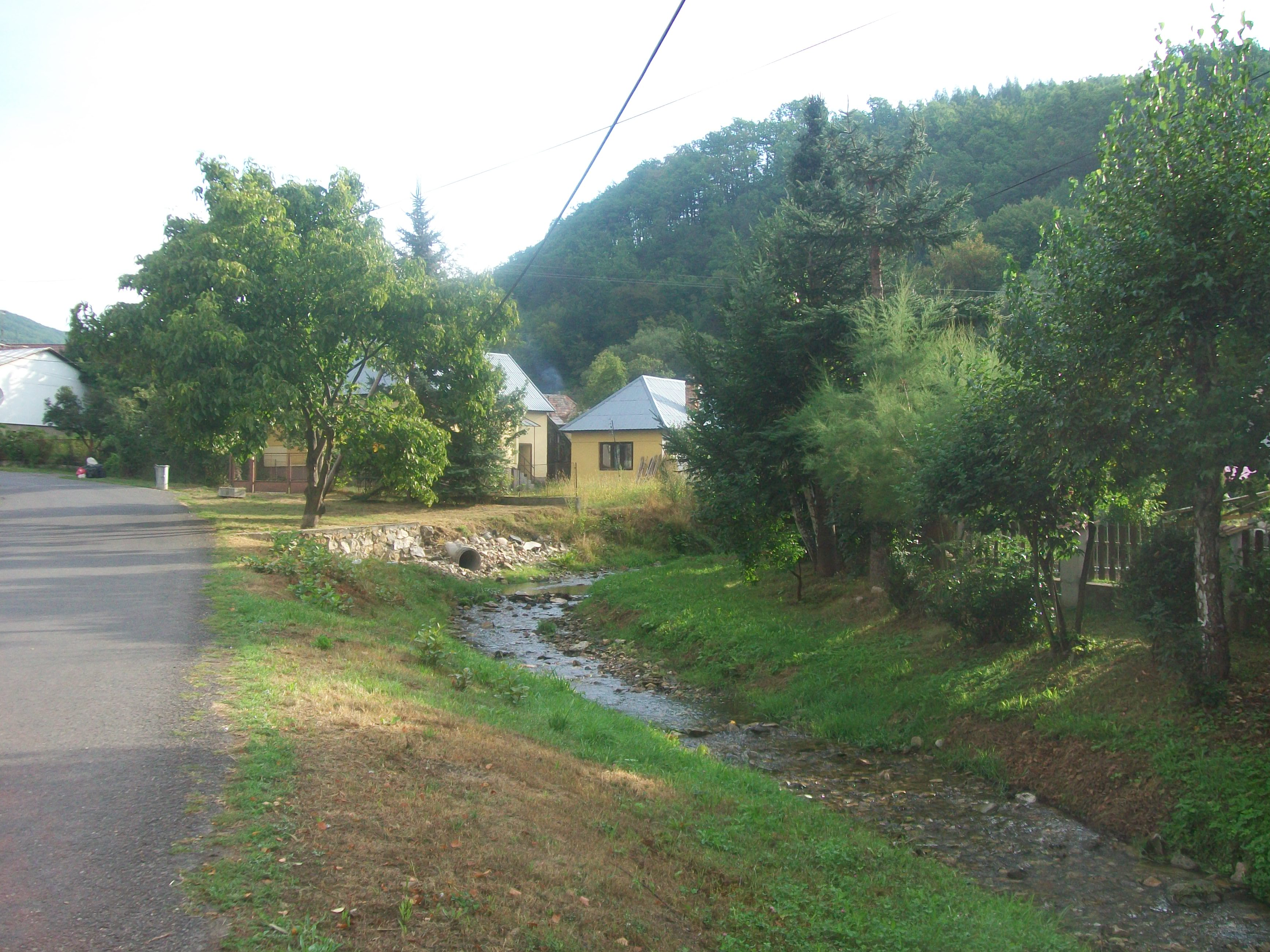

- Klasszicista kúriája a 18. század végén épült.
- Az üveghuta épülete a 18. századból való.

## Külső hivatkozások
- Községinfó
- Kotmány Szlovákia térképén
- E-obce.sk Archiválva 2008. február 7-i dátummal a Wayback Machine-ben